# Жена номер один
«Жена номер один» (оригинальное название: Biwi No. 1, хинди बीवी नम्बर वन, bīvī nambar van) — романтическая комедия, снятая в Болливуде и вышедшая в прокат в Индии в 1999 году. Фильм занял второе место в рейтинге хитов года. Это единственный фильм в франшизе No.1 в котором не участвовал Говинда. Является ремейком тамильского фильма Sathi Leelavathi (1995).

## Сюжет
Пуджа (Каришма Капур) и Прем (Салман Хан) счастливые супруги и родители двоих детей. Прем возглавляет большое рекламное агентство. Его семейной идиллии приходит конец, когда агентство посещает модель Рупали (Сушмита Сен) и устраивается на работу. У Рупали только одна цель в жизни – выйти замуж за богатого мужчину, и Прем вполне соответствует её представлениям о подходящем муже. Прем также влюблён в красавицу и не возражает против более близких отношений. Поначалу он скрывает от Рупали, что уже женат. Но когда она все же узнаёт об этом, убеждает её, что его жена страдает психическим расстройством, и что на этом браке настояли его родители. Когда он в тайне от жены летит со своей любовницей в Швейцарию, то никак не ожидает столкнуться там с сестрой Пуджи Ловли (Табу) и её мужем Лаханом (Анил Капур). Они требуют, чтобы Прем закончил свою интрижку с Рупали, но тот и слышать об этом не хочет. Когда Пуджа узнаёт о неверности мужа, то ставит ему ультиматум. Прем уходит из семьи, а Пуджа начинает продумывать план, как его вернуть.

## Саундтрек
| №  | Название                | Исполнители                                        | Длительность |
| -- | ----------------------- | -------------------------------------------------- | ------------ |
| 1. | «Chunari Chunari»       | Абхиджит & Ануридха Шрирам                         | 5:27         |
| 2. | «Biwi No 1»             | Абхиджит & Пурнима                                 | 7:19         |
| 3. | «Jungle Hai Aadhi Raat» | Кумар Сану & Хема Сардесаи                         | 6:12         |
| 4. | «Ishq Sona Hai»         | Шанкар Махадеван & Хема Сардесаи                   | 6:15         |
| 5. | «Hai Hai Mirchi»        | Сукхвиндер Сингх & Алка Ягник                      | 5:36         |
| 6. | «Mehboob Mere»          | Сукхвиндер Сингх & Алка Ягник                      | 5:03         |
| 7. | «Mujhe Maaf Karna»      | Абхиджит, Адитья Нараян, Анмол Маллик & Алка Ягник | 5:13         |
| 8. | «Aan Milo»              | Удит Нараян & Кавита Кришнамурти                   | 7:47         |

## Награды
Filmfare Awards 2000
- лучшая актриса второго плана — Сушмита Сен[1]

Screen Awards 2000
- лучшая актриса второго плана — Сушмита Сен

Zee Cine Awards 2000
- лучшая актриса второго плана — Сушмита Сен[2]

Премия международной академии кино Индии 2000
- лучшая актриса второго плана — Сушмита Сен[3]
- лучшее исполнение комической роли — Анил Капур[3]